# Casa Cots
La Casa Cots és un edifici del municipi de Girona que forma part de l'Inventari del Patrimoni Arquitectònic de Catalunya.

## Descripció
És un edifici de planta baixa i cinc pisos. La façana, de verticalitat accentuada, es divideix en tres parts. En el primer pis un balcó corregut de pedra, amb balustrades als laterals, atorga a la construcció una imatge senyorial. De caràcter més senzill són els restants balcons, fets amb ferro forjat i disposats en grups de dos a cadascun dels pisos. L'acabament està constituït per una àmplia galeria rectangular partida i un ràfec amb voladís accentuat que torna a emfasitzar el domini urbà de l'edifici. Els murs arrebossats presenten l'ornamentació de diversos esgrafiats: dos de senzills als laterals, en forma de rectangle, i un molt més espectacular amb temàtica vegetal -una parra i raïms que indiquen que inicialment hi havia un negoci dedicat als vins- situat en l'eix de simetria de la construcció. Entre els elements decoratius també trobem els quatre plafons ceràmics amb un motiu floral que emmarquen la façana. Els baixos ofereixen una original superposició d'arquitravat i arc en la porta d'accés. Tot i respondre a formes de l'arquitectura noucentista, el llenguatge de la Casa Cots incorpora elements neohistoricistes.